# Vordruck

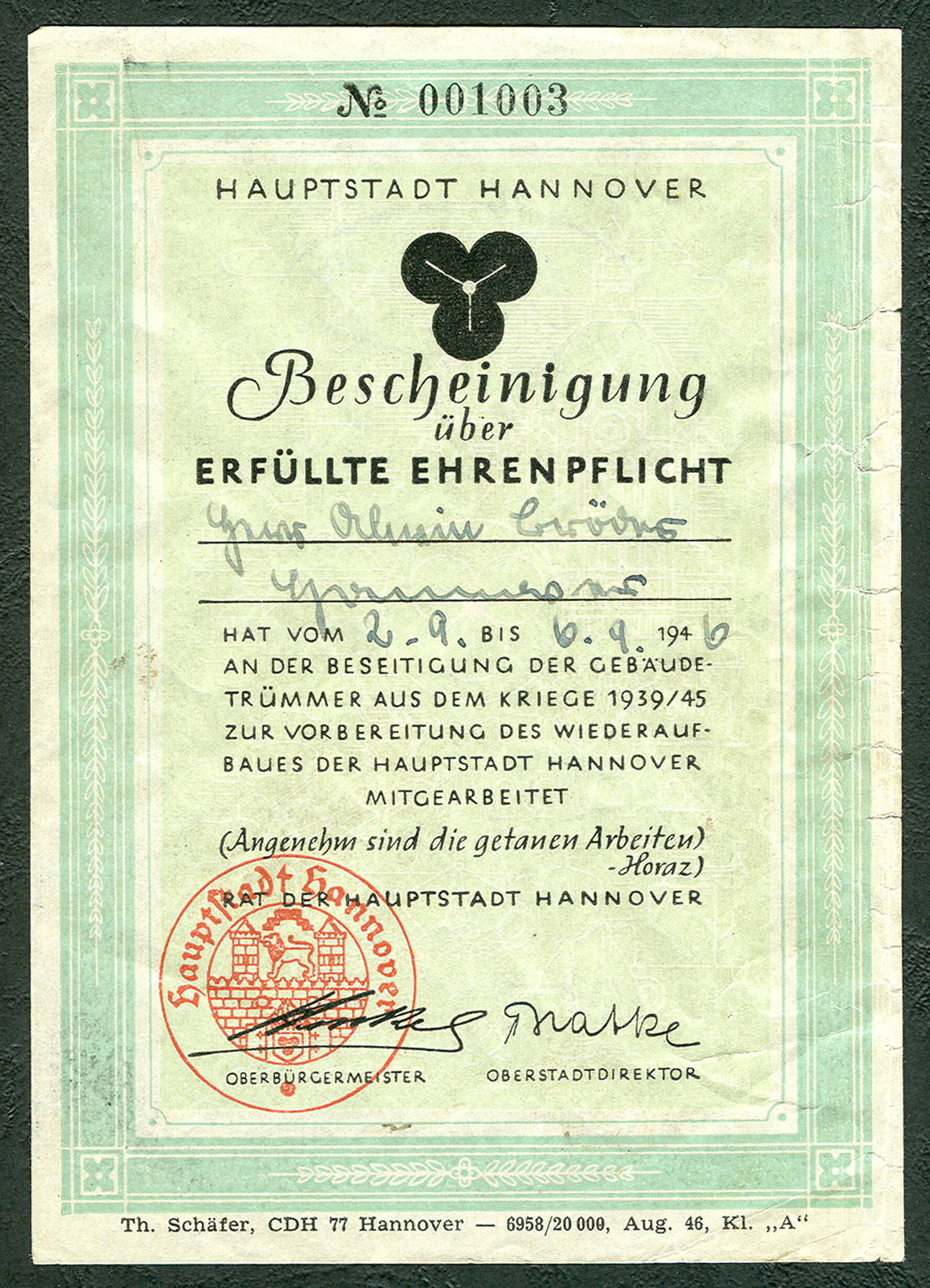
Faksimilierte Unterschriften vom hannoverschen Oberbürgermeister Franz Henkel sowie des Oberstadtdirektors Bratke unter einer Bescheinigung über „erfüllte Ehrenpflicht“ zur Trümmerbeseitigung,
Fortlaufend nummerierter Vordruck von August 1946, Verlag Th. Schäfer

Der Vordruck ist in Wirtschaft und Verwaltung ein Schriftstück, das als Druckerzeugnis oder Datei bereits wesentliche Merkmale einer Rechtshandlung vorgibt, aber zur Rechtswirksamkeit noch durch individuelle Beschriftung vervollständigt werden muss.

## Allgemeines
Das Wort Vordruck weist darauf hin, dass etwas bereits vorgedruckt, also als Druckerzeugnis oder Datei vorgefertigt ist, jedoch noch weiterer Ausfüllung bedarf. Vordrucke bestimmen den Alltag aller Wirtschaftssubjekte (Privathaushalte, Unternehmen, Behörden) und vereinfachen und beschleunigen durch Standardisierung den Rechts- und Geschäftsverkehr. Vordrucke kommen vor allem bei typisierten Massengeschäften vor, sie fördern eine beschleunigte Sachbearbeitung. Besteht Vordruckzwang, so kann dieser durch Gesetz angeordnet (beispielsweise beim Antrag auf Erlass eines Mahnbescheids gemäß § 703c ZPO) oder durch Vertrag vorgesehen sein (vor allem im Bank- oder Versicherungswesen).

## Arten
Vordrucke werden in Unternehmen (beispielsweise innerbetriebliche Leistungsverrechnung, Urlaubsantrag) und Behörden (Meldewesen) intern verwendet, um bestimmte Arbeitsaufgaben standardisiert erfüllen zu können. Externe Vordrucke für Kunden (Auftrag, Bestellung; Bankwesen: Echtzeitüberweisung, Lastschrift, Überweisungsträger, Zahlschein; Versicherungswesen: Gesundheitszeugnis, Versicherungspolice) oder Antragsteller bei Behörden (Meldepflicht, Steuererklärung) zielen ebenfalls darauf ab, in einzelnen Arbeitsgebieten bestimmte Mindestangaben und Mindestinformationen zu erhalten.
Vordrucke können auch als Aufkleber oder Manila-Anhänger produziert und ergänzend beschriftet werden (z. B. bedruckte Aufkleber zur Beschriftung von Datenträgern).

## Rechtsfragen
Der Rechtsbegriff Vordruck kommt in vielen Gesetzen vor, wird aber dort als bekannt vorausgesetzt. Formulare und Vordrucke gehören zu den Allgemeinen Geschäftsbedingungen, wenn sie von Verwendern vorformulierte allgemeine Vertragsbedingungen enthalten. Allgemeine Geschäftsbedingungen sind gemäß § 305 Abs. 1 BGB alle für eine Vielzahl von Verträgen vorformulierten Vertragsbedingungen, die eine Vertragspartei (Verwender) der anderen Vertragspartei bei Abschluss eines Vertrags stellt. Vorgedruckte oder vorformulierte Passagen sind zwischen den Vertragsparteien nicht im Einzelnen ausgehandelt. Das gilt auch für unselbständige Ergänzungen in ergänzungsbedürftigen Formularen, wenn Leerräume durch vorgegebene Alternativen auszufüllen sind oder ein vorformulierter Vorschlag hinzugefügt ist, der durch die Gestaltung des Formulars im Vordergrund steht und die anderen Wahlmöglichkeiten überlagert. Eine Formularklausel, die Leerräume enthält, deren Ausfüllung im Einzelfall vorgesehen und notwendig ist, stellt im Regelfall keine unangemessene Benachteiligung des Kunden dar. Wird jedoch bei der Vervollständigung des Vordrucks etwas vergessen (etwa ein fehlendes Ankreuzen), so wird die fehlende Ankreuzoption nicht zum Vertragsbestandteil.

## Amtlich vorgeschriebener Vordruck
Um den Datenaustausch zwischen öffentlicher Verwaltung, Bürgern und Unternehmen auszubauen und fortlaufend zu verbessern, wurde das Formular-Management-System (FMS) der Bundesfinanzverwaltung geschaffen, wo Online-Dienstleistungen und interaktive Formulare der Bundesfinanzverwaltung zur Verfügung gestellt werden. Hierzu gehören unter anderem Formulare des Bundesministeriums der Finanzen und seinen Bundesoberbehörden sowie Vordrucke der Bundeszollverwaltung. Zu den Nutzern zählen die Bürger (beispielsweise Einkommensteuererklärung: ELSTER), die Unternehmen (etwa Körperschaftsteuererklärung) und die Verwaltung selbst (etwa Antrag auf Beihilfe). Zudem bietet das FMS eine Übersicht über häufig genutzte Formulare, einen gesonderten Formularkatalog mit Steuerformularen sowie eine Formularsuche an.
So ist gemäß § 150 Abs. 1 AO eine Steuererklärung nach amtlich vorgeschriebenem Vordruck abzugeben, wenn keine elektronische Steuererklärung vorgeschrieben ist, nicht freiwillig eine gesetzlich oder amtlich zugelassene elektronische Steuererklärung abgegeben wird, keine mündliche oder konkludente Steuererklärung zugelassen ist und eine Aufnahme der Steuererklärung an Amtsstelle nach § 151 AO nicht in Betracht kommt.